# Юрген Дегабріеле
Юрген Дегабріеле (мальт. Jurgen Degabriele, нар. 10 жовтня 1996) — мальтійський футболіст, нападник клубу «Гіберніанс».
Виступав, зокрема, за молодіжну збірну Мальти.

## Клубна кар'єра
У дорослому футболі дебютував 2012 року виступами за команду «Гіберніанс», кольори якої захищає й донині.
18 травня 2018 Юрген відзначився покером у грі проти «Лія Атлетік».

## Виступи за збірні
За збірну спочатку грав у складі юнацької збірної Мальти (U-17), загалом на юнацькому рівні взяв участь у 9 іграх, відзначившись 2 забитими голами.
Протягом 2015–2019 років залучався до складу молодіжної збірної Мальти. На молодіжному рівні зіграв у 9 офіційних матчах, забив 1 гол.
У 2018 році дебютував в офіційних матчах у складі національної збірної Мальти.

## Титули і досягнення
- Чемпіон Мальти (3):

«Гіберніанс»: 2014-15, 2016-17, 2021-22
- Володар Кубка Мальти (2):

«Гіберніанс»: 2012-13, 2024-25
- Володар Суперкубка Мальти (2):

«Гіберніанс»: 2015, 2022